# Белобуза зеленка
Белобузата зеленка (Pyrrhura leucotis) е вид малка птица от семейство Папагалови (Psittacidae). Видът е почти застрашен от изчезване.

## Разпространение
Видът е ендемичен за Атлантическата гора в източна Бразилия.